# Амарджит Сінгх Рана
Амарджит Сінгх Рана (3 лютого 1960) — індійський хокеїст на траві.
Олімпійський чемпіон 1980 року.